# Leucocosmia ceres
Leucocosmia ceres là một loài bướm đêm trong họ Noctuidae.